# Martha Marek
Martha Marek (* 10. Oktober 1897 in Wien als Karolina Löwenstein; † 6. Dezember 1938 ebenda) war eine österreichische Serienmörderin, die in der Zwischenkriegszeit mediales Aufsehen erregte.

## Versicherungsbetrug
Nachdem Martha Marek im August 1923 von ihrem 50 Jahre älteren Gönner als Alleinerbin eine Villa in Mödling und finanzielle Mittel geerbt hatte, heiratete sie nur Monate später den Studenten Emil Marek. Innerhalb von zwei Jahren wurde das Erbe von dem jungen Paar aufgebraucht.
1925 gerieten Martha Marek und ihr fünf Jahre jüngerer Ehemann Emil Marek erstmals in die massenmediale Berichterstattung: Emil Marek hatte vorgegeben, am 25. Juni 1925 beim Zerkleinern von Holz sein Bein verloren zu haben, nachdem Martha einen Tag zuvor eine hohe Lebens- und Unfallversicherung abgeschlossen hatte. Da der Versicherungsgesellschaft die Umstände sehr merkwürdig vorkamen, verweigerte sie die Zahlung der Versicherungssumme und es kam zu einem Prozess. Im Zuge dessen konnten die Gerichtsmediziner eindeutig anhand der mehrfachen Hiebspuren am Bein nachweisen, dass es sich um Selbstverstümmelung handelte. Emil Marek, der seiner Gattin geradezu hörig war, hatte sich vorsätzlich selbst die Verletzungen zugebracht, um an die Versicherungssumme zu gelangen.
Die Öffentlichkeit stand jedoch großteils auf Seiten der schönen Marek und mutmaßte, dass der Versicherungskonzern sich mit Hilfe juristischer Winkelzüge nur um die Zahlung drücken wollte. Marek und ihr Mann wurden 1927 des Betruges freigesprochen und nur zu einer geringfügigen Freiheitsstrafe verurteilt, da Martha Marek versucht hatte, die Gerichtsmediziner zu bestechen beziehungsweise zu verleumden. Die Versicherung fand sich zu einem Vergleich bereit und zahlte einen großen Teil der Summe aus.

## Gefängnis
Die kurze Zeit im Gefängnis verbrachte Martha Marek in einer Zelle mit der 1927 verurteilten Giftmörderin Leopoldine Lichtenstein, die 1925 ihren Mann mit der thalliumhaltigen Rattengiftpaste „Zelio“ vergiftet hatte. Dies dürfte Marek zu ihren weiteren Taten inspiriert haben. Nachdem die mediale Popularität nachgelassen, die Versicherungssumme verbraucht und die unternehmerischen Pläne Emil Mareks als Erfinder gescheitert waren, kehrte bei den Mareks wirtschaftliche Not ein.

## Morde
Nachdem am 31. Juli 1932 der nach der zweimaligen Unterschenkelamputation stets kränkliche Emil Marek unerwartet verstorben war, richtete sich die öffentliche Aufmerksamkeit wieder auf die Witwe. Als ihre beiden Kinder an den ähnlichen Symptomen erkrankten und auch ihre Tochter kurz darauf starb, verstand es Martha Marek, die Rolle der leidgeprüften Witwe und Mutter zu spielen, und es wurde ihr eine breite Welle des Mitleids, auch in Form von finanziellen Spenden, zuteil. Eine Tante von ihr, Susanne Löwenstein, Witwe eines Generalstabsoffiziers, ging sogar so weit, sie als Universalerbin einzusetzen, und starb prompt kurz darauf im Jahre 1934.
Nachdem Marek das Erbe aufgebraucht hatte, fand sie in der Schneidermeisterin Felicitas Kittenberger ein weiteres Opfer. Kittenberger wurde von Marek als Untermieterin aufgenommen und dazu überredet, eine Lebensversicherung zu ihren Gunsten abzuschließen. Auch Kittenberger verstarb kurz darauf, 1936, was allerdings den Argwohn ihres Sohnes hervorrief, der Anzeige erstattete. Die darauf folgende Untersuchung und Exhumierung der Leichen ergab, dass Marek alle vier Opfer mit giftiger Zelio-Paste, die damals frei erhältlich war, ermordet hatte.

## Verurteilung
Wieder vor Gericht stehend täuschte Martha Marek Anfälle und Blindheit vor und musste in einem eigens konstruierten Stuhl in den Gerichtssaal getragen werden. Sie wurde am 19. Mai 1938 von den Geschworenen zum Tode verurteilt. Adolf Hitler als Staatsoberhaupt verwarf das für Marek eingereichte Gnadengesuch. Marek wurde am 6. Dezember 1938 als erste Delinquentin auf der kurz zuvor von Berlin nach Wien gebrachten Guillotine im Wiener Landesgericht durch den Scharfrichter Johann Reichhart hingerichtet.

## Rezeption
Das Erstlingswerk Engelsgift, erschienen 2004, der Schriftstellerin Susanne Ayoub basiert auf Martha Mareks Leben. Der Krimi Clara und ihre Morde (2021) von Sophie Reyer setzt sich ebenfalls mit der Figur der Martha Marek auseinander.